# Мілош Матисік
Мілош Матисік (пол. Miłosz Matysik, нар. 26 квітня 2004, Білосток, Польща) — польський футболіст, центральний захисник клубу «Ягеллонія» та молодіжної збірної Польщі.

## Ігрова кар'єра

### Клубна
Мілош Матисік народився у місті Білосток і є вихованцем місцевого клубу «Ягеллонія». З 2020 року футболіста почали залучати до матчів другого складу команди.
У першій команді Матисік дебютував у лютому 2021 року, коли вийшов на заміну у матчі чемпіонату Польщі проти краківської «Вісли».

### Збірна
З 2023 року Мілош Матисік є гравцем молодіжної збірної Польщі.